# Phénylacétonitrile
Le phénylacétonitrile ou cyanure de benzyle est un composé organique aromatique de formule C6H5CH2CN. Il se présente sous la forme d'un liquide huileux, incolore à l'odeur aromatique. C'est un précurseur de nombreux autres composés.

## Synthèse
Le phénylacétonitrile est produit à partir de chlorure de benzyle et de cyanure de sodium.

## Réactions
Les réactions les plus importantes du phénylacétonitrile impliquent son groupe méthylène « activé » qui peut être facilement déprotoné,.

## Utilisations
C'est un important intermédiaire pour la synthèse d'une importante variété de composés utiles, et pour certains dangereux. Il est utilisé pour la production de phénobarbital, du méthylphénidate et d'autres amphétamines. Pour cette raison, il est sur la liste 1 des produits chimiques de la DEA. Il est aussi utilisé pour synthétiser la méthadone, la péthidine et la cétobémidone (en).
C'est aussi un précurseur de la sibutramine et de composés voisins. Par exemple, le phénylacétonitrile réagit avec les 1,3-dihalogénopropanes en présence d'une base forte pour former le précurseur cyclobutane du in SEP-225289 (en). Une voie de synthèse du prolintane (en) implique une réduction de Clemmensen de la pyrovalérone. On peut éviter cette réduction en démarrant la synthèse par une alkylation du phénylacétonitrile suivie par une hydrolyse et une amination réductive.

## Sécurité
Le cyanure de benzyle, comme les autres dérivés benzyliques apparentés, est irritant pour la peau et les yeux. Il est toxique, et produit du cyanure d'hydrogène s'il est brûlé.